# Матасинська сільська рада
Мата́синська сільська рада (рос. Матасинский сельский совет) — сільське поселення у складі Петуховського району Курганської області Росії.
Адміністративний центр — село Матаси.
Населення сільського поселення становить 363 особи (2017; 528 у 2010, 679 у 2002).

## Склад
До складу сільського поселення входять:
| Населений пункт   | Населення, осіб (2002) | Населення, осіб (2010) |
| ----------------- | ---------------------- | ---------------------- |
| Горбуново, селище | 314                    | 218                    |
| Матаси, село      | 365                    | 310                    |